# Bogor
För andra betydelser, se Bogor (olika betydelser).
Bogor (under kolonialtiden Buitenzorg) är en stad på västra Java i Indonesien. Den ligger i provinsen Jawa Barat och har cirka 1,1 miljoner invånare. Bogor är beläget söder om Jakarta och ingår i dess storstadsområde, Jabodetabekjur.

## Historia
Området var bebott under Tarumanagararikets tid, och från 669 fram till 1579 låg Sundarikets huvudstad Pakuan Pajajaran på platsen. Denna förstördes vid Sundarikets fall av sultanatet Banten, som ägde området fram till att de överläts åt Nederländska Ostindiska Kompaniet år 1684. Holländarna använde marken för odlig av ris och kaffe, och ett antal plantager uppstod kring en by kallad Kampung Baru.
1745-46 uppfördes Buitenzorgpalatset på platsen, där generalguvernören tillbringade somrarna, och kring guvernörens sommarresidens växte en stad upp som expanderade kraftigt under följande sekel. Under britternas ockupation under Stamford Raffles 1811-1816 användes staden som guvernörens huvudresidens, och 1817 grundades Bogors botaniska trädgård. Salakvulkanens utbrott 1834 förstörde staden, men den byggdes snabbt upp igen. 1860 grundades kolonins största jordbruksskola i staden, som också fick ett bibliotek, ett naturhistorisk museum och blev ett betydande vetenskapligt centrum i regionen. I slutet av 1800-talet räknades Bogor som den mest utvecklade och västerländska staden i Indonesien. Det var 1904-1924 Nederländska Ostindiens formella huvudstad, och därefter regional huvudort för Västra Java. 1942-1945 ockuperades staden av Japan. Under det följande indonesiska frihetskriget behärskades staden av holländarna ända fram till 1948, blev sedan huvudstad i nationen Pasundan, och anslöts inte till Indonesien förrän 1950. 

## Administrativ indelning
Bogor är indelat i sex underdistrikt (kecamatan):
- Bogor Barat
- Bogor Selatan
- Bogor Tengah
- Bogor Timur
- Bogor Utara
- Tanahsareal